# Pskowskoje (Kaliningrad, Krasnosnamensk)
Pskowskoje (russisch Псковское, deutsch Petzingken, Ksp. Pillkallen, 1938 bis 1945 Hainort, litauisch Pečinkiai) ist eine Siedlung in der russischen Oblast Kaliningrad. Sie gehört zur kommunalen Selbstverwaltungseinheit Munizipalkreis Krasnosnamensk im Rajon Krasnosnamensk. Der Ort Pskowskoje befindet sich allerdings nicht mehr an der Ortsstelle Petzingen, die verlassen ist, sondern etwa zwei Kilometer weiter östlich in einer Ortslage, die in deutscher Zeit zu Szameitkehmen/Lindenhaus gehörte.

## Geographische Lage
Pskowskoje liegt südlich der Regionalstraße 27A-025 (ex R508) und ist von der ehemaligen Kreisstadt Dobrowolsk (Pillkallen/Schloßberg) zwei Kilometer, von der Rajonstadt Krasnosnamensk (Lasdehnen/Haselberg) 20 Kilometer entfernt. Eine Bahnanbindung besteht nicht mehr, seit die Bahnstrecke Tilsit–Stallupönen/Ebenrode und das Liniennetz der Pillkaller Kleinbahn mit der jeweiligen Bahnstation Dobrowolsk nicht mehr betrieben werden.

## Geschichte

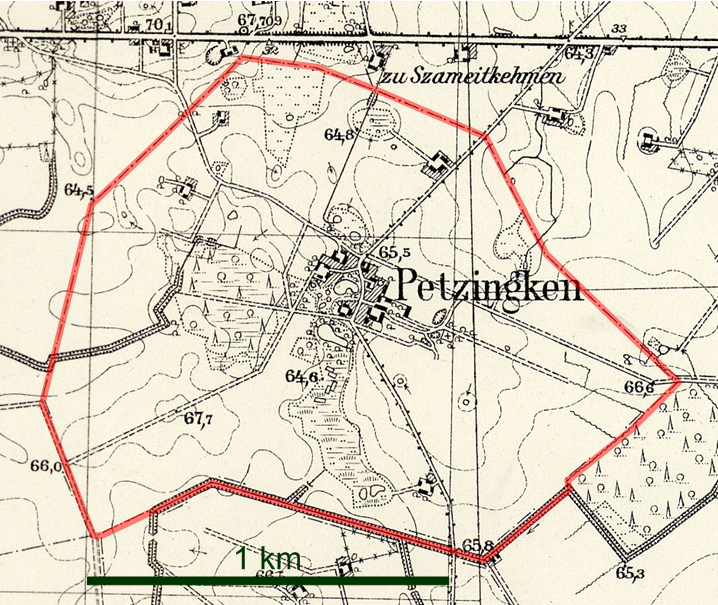
Die Landgemeinde Petzingen auf einem Messtischblatt von 1933

Das einstige Petczingken im Kirchspiel Pillkallen (in Unterscheidung zu Petzingken im Kirchspiel Schirwindt/Groß Warningken) wurde im Jahre 1625 gegründet. Um 1780 war Pitzinken ein königliches Bauerndorf. 1874 wurde die Landgemeinde Petzingken dem neu gebildeten Amtsbezirk Henskischken im Kreis Pillkallen zugeordnet. 1938 wurde Petzingken in Hainort umbenannt.
Im Jahre 1945 kam das Dorf in Folge des Zweiten Weltkrieges mit dem nördlichen Ostpreußen zur Sowjetunion. Im Jahr 1950 erhielt der Ort die russische Bezeichnung Pskowskoje und wurde gleichzeitig dem Dorfsowjet Dobrowolski selski Sowet im Rajon Krasnosnamensk zugeordnet. Von 2008 bis 2015 gehörte Poljanskoje zur Landgemeinde Dobrowolskoje selskoje posselenije, von 2016 bis 2021 zum Stadtkreis Krasnosnamensk und seither zum Munizipalkreis Krasnosnamensk.

### Einwohnerentwicklung
| Jahr | Einwohner | Bemerkungen           |
| ---- | --------- | --------------------- |
| 1867 | 113       |                       |
| 1871 | 117       |                       |
| 1885 | 92        |                       |
| 1905 | 87        |                       |
| 1910 | 78        |                       |
| 1933 | 57        |                       |
| 1939 | 50        |                       |
| 2002 | 4         | in der neuen Ortslage |
| 2010 | 5         |                       |
| 2021 | 5         |                       |

## Kirche
Mehrheitlich war die Bevölkerung Petzingkens resp. Hainorts bis 1945 evangelischer Konfession. Das Dorf war in das Kirchspiel der Kirche Pillkallen eingepfarrt, die zum Kirchenkreis Pillkallen (Schloßberg) in der Kirchenprovinz Ostpreußen der Kirche der Altpreußischen Union gehörte. Heute liegt Pskowskoje im weitflächigen Einzugsbereich der nach 1990 neu entstandenen evangelisch-lutherischen Gemeinde der Salzburger Kirche in der Stadt Gussew (Gumbinnen). Sie ist Teil der Propstei Kaliningrad (Königsberg) der Evangelisch-lutherischen Kirche Europäisches Russland.